# Ivan Nielsen
Ivan Nielsen (* 9. Oktober 1956 in Frederiksberg) ist ein ehemaliger dänischer Fußballspieler.

## Karriere
Nielsen begann seine Karriere bei Fremad Amager in seiner Heimat Dänemark. Im September 1977 spielte er zum ersten Mal in der dänischen U-21-Auswahl. Diese Auftritte in der U 21 waren der Anfang vom Wechsel nach Niederlande zu Feyenoord Rotterdam. In Rotterdam gewann der Abwehrspieler einmal die niederländische Meisterschaft und zweimal den niederländischen Pokal. 1986 wechselte er zur PSV Eindhoven. Beim Werksklub erlebte er seine erfolgreichste Zeit. Er gewann dreimal die niederländische Meisterschaft und zweimal den niederländischen Pokal. 1988 konnte er mit der PSV den Europapokal der Landesmeister gewinnen. Im Finale gegen Benfica Lissabon spielte Nielsen durch, er verwandelte auch einen Elfmeter im entscheidenden Elfmeterschießen. 1990 kehrte er zu seinen Stammklub Fremad Amager zurück. Danach spielte er von 1991 bis 1992 bei Boldklubben 1903. In der Saison 1992/1993 war er beim FC Kopenhagen unter Vertrag, wo er gleich dänischer Meister wurde. 1993 war er noch kurzfristig bei Næstved BK unter Vertrag, wo er auch Trainer zu diesem Zeitpunkt war. Von 1995 bis 1996 war er noch Trainer bei Dragør BK.
International spielte er 51 Mal für Dänemark. Er nahm an der EM 1984 in Frankreich teil, bei der Dänemark ins Halbfinale kam. Überdies nahm er an der WM 1986 in Mexiko (Aus im Achtelfinale) und der EM 1988 in Deutschland teil (Aus in der Gruppenphase).

## Erfolge
- Niederländischer Meister: 1984, 1987, 1988, 1989
- Niederländischer Pokalsieger: 1980, 1984, 1988, 1989
- Dänischer Meister: 1993
- Europapokal der Landesmeister: 1988